# Amata marinoides
Amata marinoides là một loài bướm đêm thuộc phân họ Arctiinae, họ Erebidae.